# Селинджер, Ари
Ари Селинджер (урожд. Арье Зелингер, ивр. אריה זלינגר‎, англ. Aryeh "Arie" Selinger; 5 апреля 1937, Краков) — израильский и американский тренер по волейболу, известный по работе с женской сборной США, которую привёл к серебряным медалям на Олимпийских играх 1984 года в Лос-Анджелесе, и мужской сборной Нидерландов, ставшей под его руководством серебряным призёром Игр 1992 года в Барселоне.

## Биография
Родился в 1937 году в Кракове. С начала Второй мировой войны его семья подверглась преследованиям, скрывалась от нацистов в польских деревнях Бохня и Бржеско. В 1942—1945 годах Арье вместе с матерью содержался в лагере Берген-Бельзен, а его отец был убит незадолго до освобождения Освенцима.
В 1945 году 8-летний Арье был освобождён армией союзников и через американский Красный Крест на пароходе направлен в Палестину. Во время учёбы в школе занимался лёгкой атлетикой, однако общее увлечение волейболом в кибуце, основное население которого составляли выходцы из Польши, не могло оставить его в стороне. В 1955 году Арье вошёл в состав национальной сборной Израиля, в сентябре 1956-го выступал на чемпионате мира в Париже.
В 1956—1957 годах служил в израильской армии. В 1961 году поступил в Институт физической культуры и спорта имени Вингейта, начал тренировать местные команды. В 1965 году ему было доверено руководство женской сборной Израиля. Первая крупная проверка сложилась успешно — на чемпионате Европы-1967 израильтянки пробились в восьмёрку сильнейших.
Спустя два года, в 1969-м, вместе с женой и тремя детьми эмигрировал в США, поступил в Чикагский университет и продолжал заниматься активной тренерской деятельностью. В феврале 1975 года, после защиты диссертации на степень доктора философии в Иллинойсском университете в Урбане-Шампейне, был назначен главным тренером женской сборной США. В 1979 году принял американское гражданство.
С первой задачей по завоеванию путёвки на Олимпийские игры в Монреаль сборная Соединённых Штатов под руководством Ари Селинджера не справилась, но это не смутило ни руководителей волейбола США, ни наставника, только начинавшего создавать команду. Основываясь на собственной системе подготовки, Селинджер ставил команде игру с использованием сложных атакующих комбинаций, с упором на скоростные передачи и агрессивные подачи. После ежедневных восьмичасовых тренировок волейболистки более часа проводили в тренажёрном зале — это заставляло их забыть обо всех жизненных целях, кроме спортивных. В 1978 году его подопечные заняли 5-е место на проходившем в Советском Союзе чемпионате мира, поднявшись по сравнению с предыдущим чемпионатом сразу на семь позиций, а в 1982-м в Перу завоевали бронзу. Тем временем из-за бойкота американкам было не суждено выступить в олимпийской Москве, а на Играх 1984 года в Лос-Анджелесе ученицы Селинджера стали серебряными призёрами в отсутствие ряда команд из соцстран, прежде всего сборных СССР и Кубы, которых, впрочем, им по ходу олимпийского цикла удавалось обыгрывать. Также под руководством Селинджера сборная США дважды, в 1981 и 1983 годах, становилась сильнейшей на чемпионатах NORCECA.
В 1985 году Ари Селинджер переехал в Нидерланды, где также возглавил национальную сборную, но уже мужскую. В том же году принял голландское гражданство и вошёл в состав сборной его сын — связующий Авитал Селинджер, обосновавшийся в Стране тюльпанов тремя годами ранее. Выбранные Селинджером игроки временно расторгли соглашения со своими клубами и заключили контракты с национальной федерацией, оказавшись в постоянном и полном распоряжении наставника сборной. Высокие результаты не заставили себя долго ждать — в 1987 году голландцы впервые попали в пятёрку сильнейших на чемпионате Европы, затем завоевали путёвку на Олимпийские игры в Сеуле, где также стали пятыми, а в новом олимпийском цикле, в 1989 и 1991 годах, завоёвывали бронзовые медали чемпионатов Европы. В 1992 году Ари Селинджер привёл сборную Нидерландов к серебряным наградам олимпийского турнира в Барселоне и передал команду своему ассистенту Йопу Алберде, под руководством которого голландцы спустя 4 года станут чемпионами Олимпийских игр в Атланте.
С 1989 года также работал с японским клубом «Дайэй Оранж Аттакерс» из Кобе, с 2000 года тренировал «Пайонир Ред Уингз» из Тендо, с которым в 2004 и 2006 годах становился чемпионом V-лиги. В 2007 году вернулся в Израиль и спустя 38 лет снова стал главным тренером женской национальной сборной страны. Главные достижения команды пришлись на 2010 год, когда израильтянки пробились в «Финал четырёх» Евролиги и финальную стадию чемпионата Европы-2011, обыграв в стыковых матчах сборную Белоруссии.
В 1986 году Ари Селинджер в соавторстве с Джоан Аккерман-Блаунт выпустил методическую книгу Arie Selinger’s Power Volleyball, назвав её «полным руководством по новому американскому стилю игры». В 1995 году был принят в волейбольный зал славы как один из лучших тренеров в истории волейбола.